# Orde van Mohammediya
De Orde van Mohammediya (Arabisch: "Wissam al-Mohammadi"", Frans: "Ordre de Mohammediya) is een in 1956 ingestelde ridderorde van het Koninkrijk Marokko. De orde heeft drie graden. Onder de dragers is Elizabeth II van het Verenigd Koninkrijk.